# Kings of Caramel
Kings of Caramel – projekt muzyczny Macieja Cieślaka, Michała Bieli, Bogusława Szarmacha i Karoliny Rec. Muzycy nagrali jedną płytę o tym samym tytule. Płytę promowała krótka trasa koncertowa i teledysk do utworu „Scar” w reżyserii Macieja Szupicy.

## Spis utworów
1. „Dolphins In Wales” – 4:42
2. „My Height” – 2:51
3. „What's That?” – 3:50
4. „This Tree” – 4:18
5. „Truly Real” – 2:32
6. „Terroryści Miłości” – 2:42
7. „The Scar” – 2:36
8. „Turn The Lights On” – 2:39
9. „If Piesio Could Sing” – 5:13

Album nagrany w składzie:
- Michał Biela – gitara akustyczna, keyboard, śpiew, słowa
- Bogusław Szarmach – gitara basowa
- Karolina Rec – wiolonczela
- Maciej Cieślak – perkusja, fortepian, keyboard
- Adam Schonefeld – puzon w 1, 3, 4 i 5